# Eric Schneider (acteur)
Pour les articles homonymes, voir Eric Schneider et Schneider.
 (octobre 2018).
Si vous disposez d'ouvrages ou d'articles de référence ou si vous connaissez des sites web de qualité traitant du thème abordé ici, merci de compléter l'article en donnant les références utiles à sa vérifiabilité et en les liant à la section « Notes et références ».
Eric Schneider, né le 30 août 1934 à Batavia (maintenant Jakarta) et mort le 23 mai 2022 à Clamecy, est un acteur, metteur en scène et régisseur néerlandais, d'origine allemande et indonésienne.

## Biographie
Eric Schneider, est fils d'un professeur allemand (né dans les Indes orientales néerlandaises) et d'une mère néerlando-indonésienne. En 1947, il arrive aux Pays-Bas où il passe par le HBS[Quoi ?]. En 1956, il est admis à la Toneelacademie Maastricht, où il passe son examen final en 1960. Il est le frère du diplomate Carel Jan Schneider, connu comme écrivain sous le pseudonyme de F. Springer.
Eric Schneider a fait ses débuts en 1960 dans Sud, de Julien Green. En 1965, il a joué le rôle principal dans le long métrage néerlandais 10:32. En 1967, il reçoit le Louis d'or pour son interprétation du rôle-titre dans Hamlet au Nieuw Rotterdams Toneel. Il a joué plus d'une centaine de rôles principaux - pour la plupart - dans de nombreuses compagnies telles que Toneelgroep De Appel, Publiekstheater, Nationale Toneel et Globe. Il est largement reconnu comme une éminence grise du théâtre néerlandais.
En 2009, Eric Schneider a fait le point sur une vie théâtrale avec la pièce Nocture, une comédie amère. Le Roi Lear de Shakespeare est considéré comme le couronnement de la carrière de chaque acteur. Eric Schneider a écrit son propre King Lear avec Nocturne. Il revient sur la vie d'un vieil acteur et se sert d'un demi-siècle d'histoire du théâtre.
En mai 2010, il a de nouveau été à l'honneur dans le cadre du marathon du Márai (hommage à l'œuvre de l'écrivain hongrois Sándor Márai) dans la pièce Gloed (Glow), qui a remporté le prix du public.
Dans le film Cloaca (nl) (2003), il a joué le rôle du plus haut patron du fonctionnaire Pieter. En 2007, il a également joué un petit rôle dans le film Alles is liefde. En 2007, Eric Schneider a également été vu comme un père de famille dément, Henk Keppel sr, dans la série télévisée Stellenbosch. En 2010, il a été vu comme le vieux prince Bernhard dans la série télévisée Bernhard, un planificateur d'Orange. En 2012, il joue à nouveau le rôle du vieux prince Bernhard dans la série télévisée Beatrix, Orange sous le feu des projecteurs.
Eric Schneider est également administrateur. Depuis 1994, il enregistre également ses souvenirs de théâtre en dessins. Il a écrit un certain nombre de pièces. Certains titres sont : Twosight, Tinker Scatters, Le silence de l'autre côté de la route, Theodore, et une perte totale. En août 2013 est apparu son premier roman intitulé Een tropische herinnering bij Uitgeverij Cossee.

## Vie privée
Eric Schneider a deux enfants avec l'actrice Will van Kralingen. Leur plus jeune fils, Beau Schneider, est également acteur et peut être vu dans Goede tijden, slechte tijden. En septembre 2013, Eric et Beau Schneider ont joué ensemble pour la première fois dans le théâtre Levenslang de David Mamet (A Life in the Theatre). En 2014, il a participé au programme Krasse Knarren.

## Filmographie
- 1966 : 10:32 (en) : Peter Hartman
- 1969-1970 : De kleine zielen (nl) : Paul
- 1973 : The Family : Blammer
- 1975 : Flanagran : Peter Babel
- 1975 : Lifespan : Dr Linden
- 1978 : Kant aan m'n broek! : Petypon
- 1979 : Een pak slaag (nl) : Kees Slieps
- 1982-1983 : Armoede
- 1993 : Le Bazaar de l'épouvante : Henry Beaufort
- 2003 : Cloaca (nl) : Brest
- 2007 : Alles is Liefde : Tom van Ophorst
- 2010 : Bernhard, schavuit van Oranje (en) - Bernhard
- 2012 : Beatrix, Oranje onder vuur (2012) (tv-serie) - Bernhard